# ヴァギト・アレクペロフ

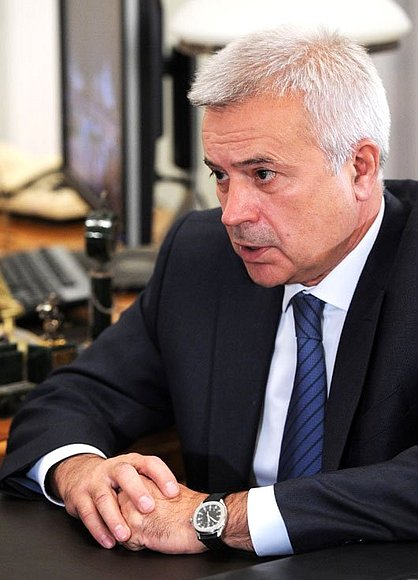

ヴァギト・ユスフォヴィチ・アレクペロフ（ロシア語: Ваги́т Юсу́фович Алекпе́ров、アゼルバイジャン語: Vahid Yusifoviç Ələkbərov〈ヴァヒト・ユシフォヴィチ・アラクバロフ〉、1950年9月1日 - ）は、アゼルバイジャン出身のロシアの企業家。石油会社ルクオイル創業者。

## 概要
アレクペロフは1950年9月1日、バクーに生まれた。アゼルバイジャン石油化学大学卒業後、ソ連共産党コガリム市委員会に所属。1987年から1990年まで企業合同コガルイムネフチガスの企業長。1990年ソ連石油ガス工業省次官。1991年同省第一次官。第一次官として国際石油企業の設立に奔走し、3つの企業を合同し、1991年2月1日国際石油コンツェルン「ランゲパス・ウライ・コガルイムネフチ」を設立。これが後に「ルクオイル」となり、ロシア最大級の民間石油会社へと成長した。
フォーブス誌によれば、2018年のアレクペロフの総資産は194億ドルに上るとされる。
2022年4月13日、ロシアのウクライナ侵攻に絡み、イギリス政府から資産凍結などの制裁を受けた。同月21日、ルクオイルがアレクペロフの社長辞任を発表した。